# Степанов, Захарий Васильевич
Заха́рий Васи́льевич Степа́нов (1919 д. Горки, Пустошкинский район, Псковская область, РСФСР — 1984 СССР) — советский историк, доктор исторических наук, лауреат Государственной премии СССР (1975).

## Биография
Родился в 1919 году в деревне Горки Пустошкинского района Псковской области. В 1939 году окончил Ленинградский институт точной механики и оптики (ныне Университет ИТМО). В 1943—1945 гг. работал в сельской школе учителем. В 1948—1951 гг. поступил в аспирантуру кафедры марксизма-ленинизма ЛГУ. В 1951 году защитил кандидатскую диссертацию «Партия большевиков в борьбе за осуществление программы культурного строительства». С 1951—1961 гг. доцент кафедры марксизма-ленинизма в Ленинградском электротехническом институте связи (ныне Санкт-Петербургский государственный университет телекоммуникаций имени профессора М. А. Бонч-Бруевича). С 1952—1953 гг. младший, с 1961 старший научный сотрудник Ленинградского отделения Института истории АН СССР. В 1965 году защитил докторскую диссертацию «Рабочие Петрограда в период подготовки и проведения Октябрьского вооружёного восстания». В 1967—1984 гг. профессор кафедры истории КПСС ЛГУ. Умер в 1984 году.

## Научная деятельность
Автор работ по истории КПСС, Октябрьской революции, Истории культурного строительства в СССР и Рабочего движения в Петрограде во Октябрьской революции.

## Основные труды
- Фабзавкомы Петрограда в 1917 году / под ред. Ганелина Р. Ш.. — Л.: Наука, 1985. — 198 с. — 1000 экз.
- Культурная жизнь Ленинграда 20-х начала 30-х годов. — Наука, 1976. — 286 с.
- Степанов З. В., Миронов, Б. Н. Историк и математика. — Наука, 1975. — 185 с. — (Современные тенденции развития науки). — 25 000 экз.
- Дзенискевич А. Р., Ежов В. А., Китанина Т. М., Потолов С. И., Миронов Б. Н., Степанов З. В. Рабочие Ленинграда. Краткий исторический очерк. 1703—1975. — Наука, 1975. — 360 с. — 5400 экз.
- Маслов Н. Н., Степанов З. В. Очерки источниковедения и историографии истории КПСС. — Л.: издательство Ленинградского института, 1974. — 162 с.
- Июльские события, 1917 июль. — Л.: Лениздат, 1967. — 102 с.
- Рабочие Петрограда в период подготовки и проведения Октябрьского вооружёного восстания. — Л.: Наука, 1965. — 298 с.
- Книги о ленинской национальной политике в период образования РСДРП и в годы первой русской революции // Вопросы истории. — Л., 1963. — № 7.
- Октябрьское вооружённое восстание в Петрограде // Рабочие-металлисты Петрограда в дни Великого Октября. — Л., 1957.
- Ленинград — город нашей славы // Блокнот агитатора Министерства обороны СССР. — Л., 1953. — № 13.
- Партия большевиков в борьбе за осуществление программы культурного строительства. — Л., 1951.